# Sabulodes depile
Sabulodes depile là một loài bướm đêm trong họ Geometridae.